# Stefan Prein
Stefan Prein, född 27 oktober 1965 i Wuppertal, är en tysk roadracingförare som var aktiv i världsmästerskapen i Grand Prix Roadracing från säsongen 1985 till säsongen 1995. Han deltog i klasserna 80GP, 125GP och 250GP.
De tre första åren 1985-1987 körde Prein bara ett VM-lopp per säsong. Från 1988 till 1990 deltog han fullt ut i 125GP. Prein var som bäst Roadracing-VM 1990 då han blev VM-trea efter Grand Prix-segern i Jugoslaviens GP, tre andraplatser och två tredjeplatser. 1991-1992 körde Prein 250GP utan större framgång. Han gick tillbaka till 125GP där han körde de tre sista åren 1993-1995.